# 国際通貨基金
国際通貨基金（こくさいつうかききん、英語: International Monetary Fund, IMF）は、国際連合（国連）の専門機関の一つ。国際金融と為替相場の安定化を目的として設立された。本部はアメリカ合衆国の首都ワシントンD.C.。2025年現在、加盟国は191か国である。
加盟各国の中央銀行の取りまとめのような役割を負い、国際貿易の促進、加盟国の高水準の雇用と国民所得の増大、為替の安定などへの寄与を目的とする。具体的には、経常収支が悪化した加盟国への融資、為替相場と各国の為替政策の監視などを行っている。世界銀行と共に、国際金融秩序の根幹を成す。

## 沿革

### ブレトン・ウッズ体制
1929年の世界恐慌は世界の経済システムに大打撃を与え、「金本位制」はほとんどの国で放棄された。国際金融や為替を管轄する国際機関は存在せず、これが経済混乱を助長する一因となった。各国間では通貨の切り下げ競争が起こり、一部の国は経済混乱を乗り切るために軍拡と侵略へと走り、第二次世界大戦が引き起こされた。こうしたことから、連合国の戦後構想の一環として、国際金融や為替について各国間の協力と調整を行う国際機関の設立が構想された。この組織をめぐってはイギリスのジョン・メイナード・ケインズの案とアメリカのハリー・ホワイトの案の二つが提出されたが、最終的な組織はホワイトの案に近いものとなった。
1944年7月、アメリカ合衆国ニューハンプシャー州ブレトンウッズにおいて、国際金融並びに為替相場の安定を目的として、国際連合の「金融・財政会議」が開催された。この会議において調印された「ブレトン・ウッズ協定」によって、第二次世界大戦後復興策の一環として、安定した通貨制度を確保するための国際通貨基金の設立が国際復興開発銀行と共に決定され、1945年12月27日に29か国で創設された。
1947年3月にIMF協定が発効し、実際の業務を開始した。また、国際連合と協定を結び、国際連合の専門機関となった。一方、ソビエト連邦はブレトン・ウッズ会議には参加したものの結局批准せず、ソ連および社会主義諸国は1949年に経済相互援助会議（COMECON）を設立して「ブレトン・ウッズ体制」の枠外に立つことになった。こうしたことからIMFの本部はアメリカの首都であるワシントンD.C.に置かれることになり、他と懸絶した経済力を持つアメリカの発言権が強い組織となった。
発足当初は外為市場で交換される通貨を物理的に輸送していた。これを見かねた欧州経済協力機構が1950年にヨーロッパ支払同盟をつくった。これは各月末で決済する外為取引用の手形交換制度である。1958年、十分なキャッシュフローを備えるかたちでヨーロッパ通貨協定に改組された。業務の遂行に欧州各国の承諾がいらなくなり、かわりに経済協力開発機構が指揮を担った。協定は1972年に終了し、IMFがその業務を継承した。
国際通貨基金は戦後の経済秩序の根幹をなし、IMF体制（ブレトン・ウッズ体制）と呼ばれるこの経済体制下で西側諸国は徐々に繁栄していくようになった。この体制の根幹はアメリカが「金1オンスを35USドル」と定め、そのドルに各国がペッグして固定相場制を取るという変則的な金本位制によって成り立っていた。金本位制を取るアメリカ・ドルに各国通貨がペッグしていることから、この時期の通貨体制を「金・ドル本位制」とも呼ぶ。この時期のIMFは参加各国の為替自由化を主要な目標とし、国際収支の赤字を理由に為替制限ができるIMF14条国から、それができないIMF8条国への参加各国の移行を目指していた。この目標は西ヨーロッパ諸国においては1961年に、日本においては1964年に達成された。
しかしこの頃から、西ヨーロッパ諸国や日本は急速に経済発展し、一方のアメリカは経済的に低迷するようになった。このアメリカの相対的な経済優位の喪失は、市場からマイナスの評価を下され、アメリカから大量の金が流出するようになった。また、アメリカによるベトナム戦争の軍事介入は、アメリカの戦費を増大させ、アメリカの財政赤字をますます悪化させた。そして、世界において、アメリカ・ドルへの信頼がさらに低下していった。IMF体制（ブレトン・ウッズ体制）が揺らぎ始めたのである。
こうした状況を改善するため、IMFは1969年の第一次協定改正によって、金やドル等の既存の準備資産を補完するための公的準備資産である「特別引出権（SDR）」を創設した。これにより、加盟国はそれまでのIMFに対する直接借入れに加え、他の加盟国からIMFが定める「自由利用可能通貨」（2018年現在はドル・ポンド・ユーロ・円・人民元）という通貨バスケットにある通貨を融通してもらうことが可能になったが、それでも、アメリカの貿易赤字と信認の低下は依然と続いた。アメリカからの金の流出も続いた。
そして、ついに、1971年8月15日、アメリカのリチャード・ニクソン大統領は、アメリカ・ドルと金との兌換停止を電撃的に発表した。これにより、「金・ドル本位制」は崩壊した（詳細は「ニクソン・ショック」を参照）。これは同時にブレトン・ウッズ体制の崩壊をも意味していた。
このアメリカの発表を受けて、世界各国は新たな国際通貨体制を模索し、1971年12月18日、とりあえず、ドルと各国通貨との交換レート改定を柱とする「スミソニアン協定」を締結し、固定相場制の存続を図ろうとしたが、ドルの暴落は依然として止まらず、固定相場制は存続不可能となった。そして、世界各国は相次いで変動相場制を採用し、1973年にはスミソニアン体制は完全に崩壊することになった。この状況に対し、IMFは1976年に変動相場制の承認や金の公定価格の廃止を含んだ「キングストン合意」を採択し、1978年には発効した。世界経済は、変動相場制を基礎とする「キングストン体制」が新たに始まったのである。

### ブレトン・ウッズ体制崩壊後
1970年代中盤以降になると、発展途上国の経済・債務問題への対処がIMFの大きな目的の一つとなった。先進国への融資は1978年を最後としてほぼなくなり、発展途上国への融資がIMFの主要な目的の一つとなった。これは、戦後の復興が一段落つき、開発資金援助へと特化していた国際復興開発銀行および世界銀行グループと業務の重複を生むこととなった。
折から、第二次石油ショック後の資源価格の下落や1970年代の無理な産業開発戦略の影響で、1980年代に入ると中南米諸国やアフリカ諸国において債務危機が多発するようになった。
これを受け、IMFは発展途上国に救済融資を行った。それまでのIMFの融資条件はさして厳しいものではなかったが、この融資を行うに当たり、IMFは問題の根源は支払い能力ではなく資金の流動性にある、すなわち債務支払い能力がないわけではなく、一時的に資金繰りがショートしているだけであると考え、IMFは当該国の政府に緊縮財政政策を取らせて経常収支を改善するよう付帯条件をつけた。
発展途上国はIMFの勧告に従い、増税や政府支出削減、民営化、経済自由化、通貨切り下げなどを行った。こうした政策を総称して、「IMFの構造調整」と呼ぶ。このIMFの構造調整政策はラテンアメリカやアジア・アフリカの発展途上国を対象として広く行われたが、特にアフリカにおいては経済成長をもたらすことはなく、逆に経済の停滞、悪化を招いた。またこのプログラムにより、アフリカや南米、アジアなどの発展途上国では、雇用や教育、医療などにおいて後退や停滞が発生し、1987年には国際連合児童基金（UNICEF）は、このIMFの構造調整を厳しく批判している。同時期、ラテンアメリカにおいても債務危機が発生し、IMFによる構造調整が行われたが、これも経済成長をもたらすことなく失敗し、経済状況はさらに悪化した。
アフリカにおける構造調整策は、ただ単純に成功しなかったというだけではなく、政府開発援助を行う先進諸国が被援助国に構造調整政策の実施を前提条件として求めたことから、IMFと世界銀行の介入が非常に大きな意味を持つようになってしまい、内政不干渉の原則にはずれるとの批判の声も上がった。
一方、こうした構造調整に伴う痛みの大きさやそれに見合わない成果、既得権益との兼ね合い、そして当該国の行政能力そのものの低さなどから構造調整が遅々として進まない、あるいは政府ができる限り形式的な改革で済ませようとする事例も、特に1980年代には頻発した。しかしこうした抵抗に対し、1991年のケニアのように、IMFは構造調整の遅れた国に新規融資を差し止めるなどの措置を行い、構造調整の実施を強制した。
1980年代後半に入るとソビエト連邦の衰退が明らかになり、ペレストロイカの流れの中でIMFと東側諸国との関係は改善に向かった。そして1989年に東欧革命が勃発し社会主義体制が崩壊すると、これら諸国の市場主義経済化を支援し、経済的に立ち直らせることもIMFの重要な職務の一つとなった。1990年以降はソビエト連邦からの支援要請も相次ぐようになり、1991年末にソビエト連邦の崩壊が起きると、ロシア連邦をはじめとする独立国家共同体（CIS）諸国への支援がこれに加わった。IMFはこうした旧ソ連・東欧諸国に対し急進的な市場経済化、いわゆるショック療法を提案したが、インフレと緊縮財政によって国民生活は大きな打撃を受けた。この政策は全体的に成功したとは言えず、とくにロシアにおいては1998年にロシア財政危機を起こす原因の一つとなった。
1994年12月にはメキシコで資本収支危機が発生したものの、このときはIMFから180億ドルの融資が行われるなど各国が大規模支援を行ったため、速やかに経済は回復した。
1997年7月にタイでの通貨危機を皮切りに発生したアジア通貨危機において、IMFはタイ・インドネシア・韓国の3か国に対して支援を実施した。しかしこれらの諸国の経済の基礎的条件はそれほど悪いものではなく、急速な資本流出こそが問題であったのにそれと関係のない緊縮財政や構造改革などの政策を取ってしまったため信用収縮はさらに拡大し、この3か国は深刻な不況に見舞われた。これらの国々に対する厳しい貸し出し条件（コンディショナリティ）は、画一的な財政緊縮策や、対外収支の改善に直接関係しないガバナンス改革等が多く含まれていたこともあって後に多くの批判を招くこととなり、後のコンディショナリティ見直しへとつながることとなった。

### 金融危機後の資金基盤強化
2008年には、前年のアメリカのサブプライム住宅ローン危機に端を発し、9月のリーマン・ブラザーズの倒産（リーマン・ショック）に代表される世界金融危機が勃発し、IMFは金融危機に瀕した加盟国の支援を行った。こうした中で支援の原資となるIMFの資金基盤強化が急務となった。IMFの融資財源は原則的に加盟国が出資するクォータから賄うこととされているが、IMFの議決権はクォータ比例であるために増資交渉には時間がかかる。そのため、当面は加盟国からの借り入れによって資金基盤を拡大しつつ、同時並行で大規模な増資交渉が行われることとなった。2008年11月に開催された第1回G20サミットでは日本がIMFに対する1000億ドルの貸付を表明（2009年2月締結）。その後加盟国からIMFへの貸付による資金基盤拡大が国際的な議論の流れとなり、2009年9月の第3回G20サミットではIMFの資金基盤が最大7500億ドルまで拡大されたことが確認された。
2010年12月15日には、IMFのクォータ（出資額）総額を倍増する第14次クォータ一般見直し、及び全理事選任制への移行などのガバナンス改革のための第七次協定改正が総務会にて決議された（IMF2010年改革）。 しかし、2010年改革は、その発効のために投票権シェア85%以上を持つ113ヶ国以上の受諾が必要とされていたが、投票権シェア15％以上で実質的に拒否権を有する米国での国内承認の遅れから発効が大幅に遅れ、2016年1月26日にようやく発効した。

## 主要会議
毎年秋に年次総会と呼ばれる世界銀行と合同の総務会を開催。また年2度の国際通貨金融委員会の開催も行っている。
総会（英語: World Bank IMF General Assembly）は、毎年秋に1回、世界銀行と合同で開催される。
国際通貨金融委員会（英語: International Monetary and Financial Committee、IMFC）は、年に2回開催される。

## 構成
意思決定機関として総務会と理事会がある。
「英語: Board of governors（一般的に総務会と訳される）」は、各国につき1人の総務（財務大臣や中央銀行総裁など）と1人の総務代理で構成される最高意思決定機関で、年1回開催される。投票権は出資金の支払い比率に応じて与えられる。この出資金がIMFの財源であり、経済規模に応じて定められている。
「英語: Executive board（一般的に理事会と訳される）」は、24名の理事によるIMFの通常業務に関する執行機関。投票権の少ない国は複数国で一つの理事室を形成している。

## 幹部
理事は2016年現在24名で構成されている。理事はすべて加盟国によって選出される。
かつてはIMFの上位出資国五か国（アメリカ合衆国、イギリス、フランス、ドイツ、日本）が任命理事を各国一人ずつ選任し、残りの加盟国が選出理事を投票で19名選出していたが、IMFの機構改革の一環として任命理事を廃止し、24名すべての理事を加盟国によって選出することとする第七次協定改正が行われた（2010年12月総務会決議、2016年1月26日発効）。
「英語: managing director（一般に専務理事と訳される）」は、理事会の議長と国際通貨基金の代表を務める。専務理事は理事会によって選出されることとなっている。世界銀行の総裁に米国出身者が選出されているのと同様、国際通貨基金の専務理事には欧州出身者の就任が慣例となっている。（また、理事が任命する副専務理事のうち、筆頭副専務理事はこれまで常に米国出身者が務めている。）なお、過去の選出過程では、カムドシュの後任として日本の榊原英資元財務官が、またストロスカーンの後任にメキシコ中央銀行のカルステンス総裁の起用が検討されたこともある。
| 代   | 専務理事 | 専務理事                         | 国             | 就任           | 退任           |
| ---- | -------- | -------------------------------- | -------------- | -------------- | -------------- |
| 1    |          | カミーユ・ガット                 | ベルギー       | 1946年5月6日   | 1951年5月5日   |
| 2    |          | イヴァル・ルース                 | スウェーデン   | 1951年8月3日   | 1956年10月3日  |
| 3    |          | ペール・ヤコブソン               | スウェーデン   | 1956年11月21日 | 1963年5月5日   |
| 4    |          | ピエール＝ポール・シュバイツァー | フランス       | 1963年9月1日   | 1973年8月31日  |
| 5    |          | ヨハネス・ヴィトフェーン         | オランダ       | 1973年9月1日   | 1978年6月16日  |
| 6    |          | ジャック・ド・ラロジエール       | フランス       | 1978年6月17日  | 1987年1月15日  |
| 7    |          | ミシェル・カムドシュ             | フランス       | 1987年1月16日  | 2000年2月14日  |
| 8    |          | ホルスト・ケーラー               | ドイツ         | 2000年5月1日   | 2004年3月4日   |
| 代行 |          | アンネ・オズボーン・クリューガー | アメリカ合衆国 | 2004年3月4日   | 2004年6月7日   |
| 9    |          | ロドリーゴ・ラト                 | スペイン       | 2004年6月7日   | 2007年10月31日 |
| 10   |          | ドミニク・ストロス＝カーン       | フランス       | 2007年11月1日  | 2011年5月18日  |
| 代行 |          | ジョン・リプスキー               | アメリカ合衆国 | 2011年5月18日  | 2011年7月5日   |
| 11   |          | クリスティーヌ・ラガルド         | フランス       | 2011年7月5日   | 2019年9月12日  |
| 代行 |          | デーヴィッド・リプトン           | アメリカ合衆国 | 2019年7月2日   | 2019年10月1日  |
| 12   |          | クリスタリナ・ゲオルギエヴァ     | ブルガリア     | 2019年10月1日  | （現職）       |

## 出資額と議決権
IMFの融資財源の大半は、主に加盟国が払い込むクォータ（出資割当額）を原資としており、更に一部加盟国からの借り入れによってクォータ資金を補っている。低所得国向けの譲許的融資及び債務救済は、別途、拠出ベースの信託基金により賄われている。
IMFでの議決権は一国一票ではなく、下記のクォータ（出資額）による。各加盟国は基礎票（約750票）に加え、出資額100,000SDRごとに1票が与えられる。2010年のクォータ改革によって新興国の占める比率が大幅に高まり、BRICs4国は常時10か国入りした。出資比率は2018年1月現在下記の通り。現在第15次一般クォータ見直しの議論が進行中であり、2019年秋の年次総会までに見直しを完了することとしている。
| \| 順位 \| 国 \| 出資額（クォータ） 単位：100万SDR \| 割合 \| 票数 \| 総投票数に対する割合 \| \| ---- \| -------------- \| --------------------------------- \| ----- \| --------- \| -------------------- \| \| 1 \| アメリカ合衆国 \| 82,994.2 \| 17.42 \| 831,394 \| 16.49 \| \| 2 \| 日本 \| 30,820.5 \| 6.47 \| 309,657 \| 6.14 \| \| 3 \| 中国 \| 30,482.9 \| 6.40 \| 306,281 \| 6.08 \| \| 4 \| ドイツ \| 26,634.4 \| 5.59 \| 267,796 \| 5.31 \| \| 5 \| フランス \| 20,155.1 \| 4.23 \| 203,003 \| 4.03 \| \| 5 \| イギリス \| 20,155.1 \| 4.23 \| 203,003 \| 4.03 \| \| 7 \| イタリア \| 15,070.0 \| 3.16 \| 152,152 \| 3.02 \| \| 8 \| インド \| 13,114.4 \| 2.75 \| 132,596 \| 2.63 \| \| 9 \| ロシア \| 12,903.7 \| 2.71 \| 130,489 \| 2.59 \| \| 10 \| ブラジル \| 11,042.0 \| 2.32 \| 111,872 \| 2.22 \| \| \| \| \| \| \| \| \| \| 全191か国計 \| 476,372 \| 100.0 \| 5,041,052 \| 100.0 \| |                |                                   |       |           |                      |
| 順位 | 国             | 出資額（クォータ） 単位：100万SDR | 割合  | 票数      | 総投票数に対する割合 |
| 1 | アメリカ合衆国 | 82,994.2                          | 17.42 | 831,394   | 16.49                |
| 2 | 日本           | 30,820.5                          | 6.47  | 309,657   | 6.14                 |
| 3 | 中国           | 30,482.9                          | 6.40  | 306,281   | 6.08                 |
| 4 | ドイツ         | 26,634.4                          | 5.59  | 267,796   | 5.31                 |
| 5 | フランス       | 20,155.1                          | 4.23  | 203,003   | 4.03                 |
| 5 | イギリス       | 20,155.1                          | 4.23  | 203,003   | 4.03                 |
| 7 | イタリア       | 15,070.0                          | 3.16  | 152,152   | 3.02                 |
| 8 | インド         | 13,114.4                          | 2.75  | 132,596   | 2.63                 |
| 9 | ロシア         | 12,903.7                          | 2.71  | 130,489   | 2.59                 |
| 10 | ブラジル       | 11,042.0                          | 2.32  | 111,872   | 2.22                 |
| |                |                                   |       |           |                      |
| | 全191か国計    | 476,372                           | 100.0 | 5,041,052 | 100.0                |

## 国際準備資産の通貨構成比率
IMFの2022年現在の国際準備資産の通貨構成比率は下記の通りである。
| 順位 | 国籍           | 通貨             | シェア |
| ---- | -------------- | ---------------- | ------ |
| 1位  | アメリカ合衆国 | アメリカ・ドル   | 43%    |
| 2位  | Template:欧州  | ユーロ           | 29%    |
| 3位  | 中華人民共和国 | 中国・人民元     | 12%    |
| 4位  | 日本           | 日本円           | 8%     |
| 5位  | イギリス       | イギリス・ポンド | 7%     |

## 日本とIMFの関係
日本は、1952年8月に第53番目の加盟国としてIMFに加盟。国内では財政法が改正され、国際通貨基金及び国際復興開発銀行への加盟に伴う措置に関する法律が施行された。その後、日本の経済力が上昇していく中で上記のとおり為替自由化が求められていくようになり、1964年（昭和39年）には国際収支の赤字を理由に為替制限ができる14条国から、それができない8条国へ移行した。
1965年（昭和40年）には、IMFについて2億2500万ドル（邦貨換算810億円）、国際復興開発銀行について1億660万ドル（邦貨換算383億7600万円）の追加出資。この負担金の拠出を理由に戦後初めて日本国債が発行された（当時は首相は佐藤栄作、日本銀行頭取は宇佐美洵）。1970年（昭和45年）には出資率の上昇により、任命理事を選出できるようになった。2006年（平成18年）には、小寺清が日本人として初の世銀・IMF合同開発委員会の事務局長となり、2010年まで4年間にわたりその職にあった。

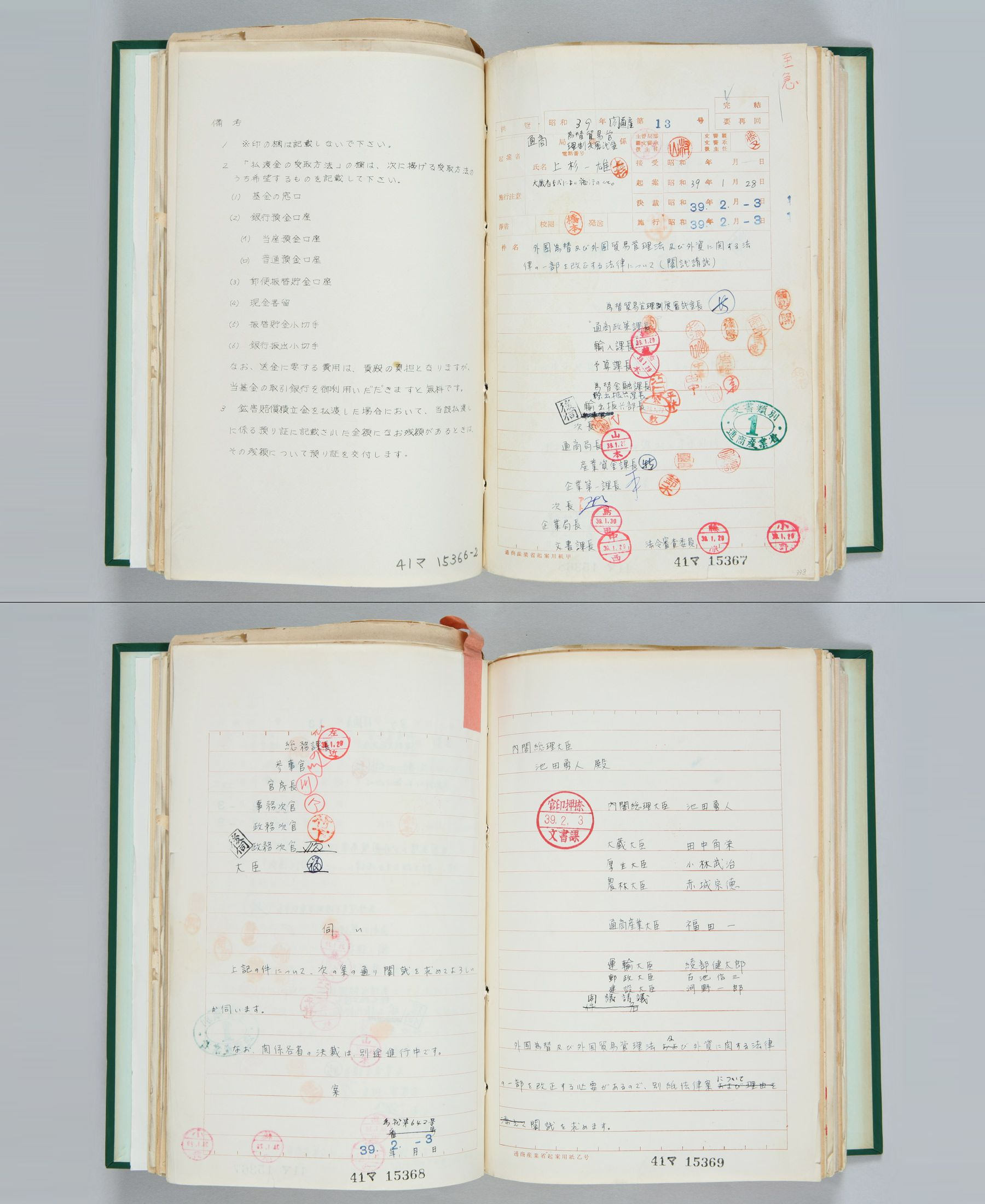
1964年、8条国移行に関する外為法改正について、通商産業大臣が閣議を求めることに関する通商産業省の決裁文書。

2018年1月現在、日本はIMFへの第2位の出資国であり、単独で理事を選出している。総務（Governer）は財務大臣、総務代理（Alternate）は日本銀行総裁が担当。また、2021年12月現在4人在籍する副専務理事のうち、1人は日本の元財務官である岡村健司が務めている（2021年12月着任）。
なお1997年以降5代連続で、日本人から副専務理事が選出されている。ただし、2017年1月現在日本人職員は59名（全体の2.2％）に留まる。また、IMFアジア太平洋地域事務所が、アジア太平洋地域における窓口として、東京都千代田区内幸町に設置されている。

## IMFのサーベイランス
IMFは、国際通貨制度を監視するとともに、189の加盟国の経済及び金融部門政策のモニタリングを行う。サーベイランス（政策監視）と呼ばれるこの活動は、国際レベル及び国レベルで行なわれるが、この過程においてIMFは、安定性への考えうるリスクを明確にし、必要な政策調整について助言を行なう。これによりIMFは、各国間における財、サービス、及び資本の交換を促進し金融と経済の安定に必要な条件を確保することで経済成長を維持するという、国際通貨制度の主な目的の達成に貢献する。
IMF4条協議
IMFは、IMF協定第4条に基づき、原則年一回加盟国の経済状況、及び財政・金融・為替等の政策を評価するための調査を実施する（「IMF4条協議」）。エコノミストが加盟国を訪問し、加盟国政府・中央銀行と為替レート、金融、財政、金融部門に関する政策、及びマクロ・クリティカル（マクロ経済に決定的な意味を持つ）な構造改革を中心とした、経済・金融の状況に関する協議を行う（ミッション）。なお、多くの加盟国が、IMFミッションの終了の際に、スタッフによる声明を発表している。当局との議論を踏まえ、本部に戻った後スタッフは、IMF理事会での協議に向け報告書を提出。その後理事会の見解は加盟国当局に報告され、4 条協議と呼ばれるプロセスが終了する。現在ほぼ全ての加盟国が、理事会の見解の総括であるプレスリリースとIMFのスタッフ・レポートや関連分析の公表に同意しており、IMFのWebサイト上で公表されている。  　4条協議報告書には加盟国経済の分析に加えて政策提言も記載されており、例えば、2017年の対日4条協議報告書においては、急速に進む高齢化と労働力人口の減少という課題を指摘し、賃金の伸びと生産性改善等のための構造改革への取り組み、持続的な金融緩和スタンスの維持、消費税の0.5％か１％ずつ15％までの引き上げ等の提言を行った。
マルチラテラル・サーベイランス
IMFは、個別国のサーベイランスに加え、世界及び地域レベルで経済情勢をモニタリングするとともに、加盟国の諸政策の世界経済への波及効果を分析する。マルチラテラル・サーベイランスは主に、定期的に発表される世界経済見通し (World Economic Outlook: WEO)、国際金融安定性報告書 (Global Financial Stability Repoort: GFSR)、および 財政モニター（Fiscal Monitor: FM）を通して行われる。WEOは、世界経済とその成長見通しに関する詳細な分析を提示し、世界的な金融の混乱のマクロ経済への影響といった問題に取り組むとともに、システミックな国や地域における経済政策・金融政策の国境を越える影響に特に焦点を当てながら、主な潜在的な世界的波及効果を評価する。GFSRは、世界の資本市場の情勢、そして金融の安定性にリスクをもたらす金融の不均衡や脆弱性を評価する。FMは、最新の中期的な財政見通しを提示するとともに、公共財政の情勢を評価する。このほかにも、金融システムで重要な位置を占める国や地域の対外ポジションを分析する対外セクター報告書（External Sector Report: ESR）や、G20財務大臣・中央銀行総裁会議/G20サミットへの経済状況の報告等、様々な形で分析を公表している。

## 批判
IMFの融資は、対象国に対し財政緊縮策や構造改革などの厳しい貸出条件（コンディショナリティ）を付けるものの、その条件は経済の成長を目的としておらず、むしろ経常収支を均衡させるために国内の景気を冷却化させることを目的としている。また対象国の経済条件を無視して画一的な政策を押し付けるためにより経済状況が悪化することすらあり、しばしば批判の的となっている。IMFのコンディショナリティについては経済学者のジョセフ・E・スティグリッツなども批判を行っている。

## 不祥事
2011年には、現役の専務理事であったドミニク・ストロス＝カーンが女性強姦未遂容疑で米当局に逮捕され、この事は米国メディアで連日大きく取り上げられた。トップのストロスカーンの逮捕とあって、IMFの政策運営に空白が生じれば、財政危機が深刻化し、国債利回りが急上昇しているギリシャ問題、原油高騰を招いている中東・北アフリカ情勢への対応など、重要課題への対応が遅れることなどへ大きな懸念が高まった。
事件を受けて、ドミニク・ストロス＝カーンは専務理事を辞任、クリスティーヌ・ラガルドが後任に選出された。しかし、後に被害を訴えた女性の証言の信憑性が低く、性犯罪の証明が困難との判断から、検察の訴追取り下げ申請が行われ、公訴は棄却されている。